# Susanna M. Salter
Susanna Madora "Dora" Salter, née le 2 mars 1860 et morte le 17 mars 1961, est une femme politique et militante américaine. Elle est connue pour avoir été la première femme à être élue maire aux États-Unis, en réalisant un mandat dans la ville d'Argonia au Kansas de 1887 à 1888.

## Biographie

### Jeunesse
Susanna Madora Kinsey naît dans la communauté de Lamira, appartenant à la ville Smith Township dans le comté de Belmont, en Ohio,. Elle est la fille d'Oliver Kinsey et de Terissa Ann Blanc Kinsey, descendants de colons quakers originaires d'Angleterre.
À 12 ans, elle déménage dans le Kansas avec sa famille, qui s'implante sur une ferme de 80 acres près de Silver Lake. En 1878, elle entre au Kansas State Agricultural College (aujourd'hui l'université d'État du Kansas) à Manhattan. Elle est autorisée à sauter la première année d'études, après avoir pris des cours de niveau universitaire à l'école secondaire, mais doit abandonner pour cause de maladie six semaines avant l'obtention du diplôme,.
Pendant ses études, elle rencontre Lewis Allison Salter, futur avocat et fils de l'ancien du lieutenant-gouverneur du Kansas Melville J. Salter. Ils se marient peu de temps après et déménagent à Argonia, où Susanna Salter est active auprès de la Woman's Christian Temperance Union et d'organisations de prohibition, et elle rencontre la militante Carrie Nation.
En 1883, elle donne naissance au premier enfant né à Argonia, Francis Argonia Salter. Lewis et Susanna Salter ont neuf enfants au total, dont un né au cours de son mandat de maire et qui meurt en bas âge. À la suite de la création de la municipalité en 1885, son père et son mari sont élus premier maire et greffier,.

### Mandat politique

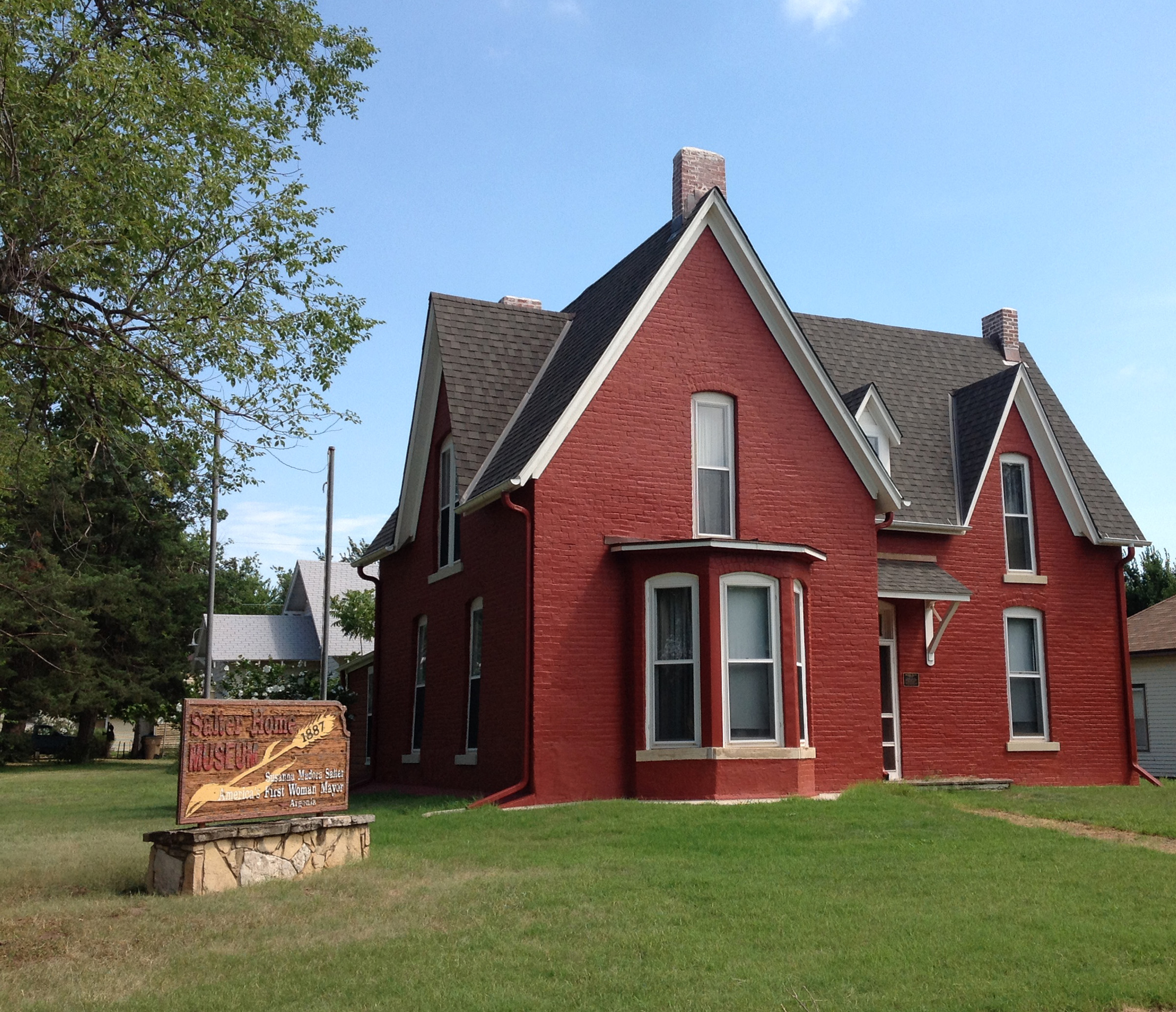
Maison de Susanna Salter à Argonia, Kansas.

Salter est élue maire d'Argonia le 4 avril 1887. Son élection est une surprise, car son nom a été inscrit sur la liste de candidats par un groupe d'hommes hostiles aux femmes en politique, et désireux de les humilier afin de les dissuader de s'investir dans ce domaine,,. Les noms de tous les candidats n'étant pas publics jusqu'au jour de l'élection, Salter ne sait pas qu'elle y figure avant l'ouverture du scrutin. Le jour de l'élection, elle décide d'accepter le poste si elle est élue. La Women's Christian Temperance Union renonce à son propre candidat pour reporter en masse les voix de ses soutiens en faveur de Salter. Le président du Parti républicain local envoie une délégation à son domicile et lui assure son soutien, lui permettant ainsi de rassembler une majorité de deux tiers des votes lors des résultats,.
Bien que l'évènement se déroule sans incident, son élection génère un intérêt national de la part de la presse, déclenchant un débat sur la possibilité que d'autres villes suivent Argonia en élisant une femme maire.
L'une des premières réunions du conseil municipal au cours de laquelle se rassemblent les nouveaux élus présidés par Salter est suivie par un correspondant du New York Sun. Il rédige son histoire, décrivant la robe et le chapeau du maire, et en soulignant qu'elle a présidé le conseil avec beaucoup de décorum. Il note qu'elle a plusieurs fois relevé des propos hors sujet, démonstration selon laquelle elle était un bon parlementaire. D'autres journaux plus lointains comme en Suède et en Afrique du Sud parlent d'elle. Comme gratification pour ses services, elle est payée un dollar. À la fin de son mandat d'un an, elle décide de ne pas se représenter.

### Suites
Après son mandat, Salter et sa famille continuent de vivre à Argonia jusqu'en 1893, lorsque son mari fait l'acquisition de terrains sur la Cherokee Strip à Alva, en Oklahoma (alors Territoire de l'Oklahoma). Dix ans plus tard, ils déménagent à Augusta (Comté du Bois, Territoire de l'Oklahoma), où son mari exerce le droit et crée le journal Headlight.
Ils rejoignent la ville de colons de Carmen, dans l'Oklahoma. À la suite de la mort de son mari en 1916, elle déménage ensuite à Norman, dans le même état accompagnant son plus jeune enfant à l'université de l'Oklahoma. Elle vit à Norman jusqu'à la fin de sa vie, et conserve un fort intérêt envers la religion et la politique, même si elle ne se représente à aucun mandat politique[réf. nécessaire].
Elle meurt à Norman, deux semaines après son 101e anniversaire, et est enterrée à Argonia, aux côtés de son mari.

## Postérité
En 1933, une plaque commémorative en bronze est érigée sur une place d'Argonia, afin de commémorer la première femme maire aux États-Unis.
La maison dans laquelle elle a vécu durant son mandat de maire a été ajoutée au Registre national des lieux historiques en septembre 1971.